# Rolf Roth
Pour les articles homonymes, voir Roth.
Rolf Roth, aussi connu sous le pseudonyme de Lucifer, est un illustrateur, caricaturiste et artiste peintre suisse, né le 14 février 1888 à Soleure et mort le 12 avril 1985 à Chexbres.

## Biographie

### Origines et famille
Rolf Roth naît le 14 février 1888 à Soleure. Il est originaire du même lieu.
Son père, Engelbert Roth, est marchand d'étoffe ; sa mère, née Adèle Munzinger, est la sœur du conseiller d'État soleurois radical, conseiller national et conseiller aux États Oskar Munzinger et du compositeur Karl Munzinger (de).
Il se marie avec Frieda Scheurer, dont le père est horloger. Ils ont une fille.

### Formation et parcours professionnel
Après le gymnase puis l'école de commerce à Soleure, dont il sort diplômé en 1905, Rolf Roth fait un apprentissage de couturier à Neuchâtel, Nyon et Lausanne de 1905 à 1909. Il étudie ensuite à l'Académie des beaux-arts de Dresde de 1909 à 1911, puis à celle de Munich et à l'école des arts et métiers (de) de Bâle de 1911 à 1914.
Récipiendaire de la Bourse fédérale des beaux-arts en 1921, il enseigne le dessin à Soleure à l'École cantonale de 1925 à 1958. Il est en parallèle rédacteur du journal de carnaval soleurois Lucifer Bilderbogen de 1931 à 1969.

### Parcours artistique
Après avoir dessiné des chevaux, Rolf Roth exécute ses premières caricatures en 1919  à l'occasion des procès de la grève générale de 1918 sous le pseudonyme de Lucifer. Dessinateur des conférences de la Société des Nations à partir de 1920 et portraitiste, il collabore à de nombreux journaux, dont les Basler Nachrichten, L'Illustration (Paris) et le Nebelspalter de 1925 à 1946. L'aquarelle est sa technique de prédilection.
Il est également écrivain et peintre de paysages, notamment de Lavaux, et de portraits, notamment d'Anthony Eden, de Paul Hymans et de Benito Mussolini.

### Dernières années et mort
Rolf Roth vit à partir de 1959 à Puidoux, avec sa fille.
Il meurt le 12 avril 1985 à Chexbres, à l'âge de 97 ans.

## Fonds d'archives
Ses archives sont conservées par la médiathèque de la Fondation Jean Monnet pour l'Europe et par la Fondation Ateliers d'artiste.